# Ida Presti
Pour les articles homonymes, voir Montagnon et Presti.
Ida Presti est une guitariste et compositrice française, née Yvette Montagnon à Suresnes (France) le 31 mai 1924 et morte à Rochester (États-Unis) le 24 avril 1967.

## Biographie
Guitariste prodige depuis son enfance, Ida Presti rencontre Alexandre Lagoya alors que celui-ci est déjà un concertiste reconnu ; ils forment le célèbre duo Presti-Lagoya et commencent ensemble à parcourir le monde avec un succès grandissant. Ils se marient en 1952.
Au cours de l'existence du duo, de 1950 à 1967, année du décès d'Ida Presti, ils rencontrent un succès croissant et sont les dédicataires d'un très grand nombre de pièces de compositeurs comme André Jolivet (Sérénade pour deux guitares), Daniel-Lesur (Élégie pour deux guitares), Mario Castelnuovo-Tedesco (24 préludes et fugues et Concerto pour deux guitares et orchestre), Pierre Petit (Concerto pour deux guitares et orchestre), cependant qu'ils élargissent le répertoire par des transcriptions d'œuvres baroques et de musique espagnole.
Atteinte d'un cancer des poumons, Ida Presti meurt lors d'une tournée aux États-Unis en 1967, d'une hémorragie causée par une complication de sa maladie. Elle est enterrée au nouveau cimetière de Montmorency avec son mari.
Ida Presti fut également compositrice pour son instrument : Six études pour guitare, Danse rythmique, La hongroise pour deux guitares (hommage à Béla Bartók)...
Sa discographie, outre les pièces en duo, comprend de nombreux enregistrements en solo qui, ajoutés aux différents enregistrements filmés et au témoignage de ceux l'ayant connue, révèlent une artiste et une virtuose d'exception, dotée d'une aisance de jeu impressionnante.

## Postérité
- Pour les 50 ans de sa disparition, sa petite-fille Isabelle Presti, lui rend hommage en proposant une conférence inédite en Europe.[réf. nécessaire]
- Dans son album Legado, la guitariste paraguayenne Berta Rojas (en) rend hommage à la compositrice argentine María Luisa Anido et à Ida Presti[1].

## Œuvres
Guitare solo
- Six Études (Paris: Max Eschig, 1958)
- Danse rythmique (Paris: Ricordi, 1959)
- Étude du matin (Washington DC: Columbia, 1966)
- Segovia (Ancona: Bèrben, 2003)
- Œuvres complètes pour guitare seule (Étude n. 1 d’arpèges – Étude n. 2 en accords –  Étude n.3 en pensant à Bach – Étude joyeuse – Prélude en pensant à Bach – Improvisation – Isabelle – Étude di Matin – Six études – Danse Rythmique – Segovia) Édition  intégrale révisée par Olivier Chassain – Présentation de Frédéric Zigante. Bèrben  E. 5910 B.
- Étude n°7 Révision d'Isabelle Presti, Thibaut Garcia et Antonin Vercellino (Éditions Habanera, 2025)

Duo de guitares
- Danse d'Avila (Paris: Ricordi, 1959)
- Étude No. 1 (Paris: Ricordi, 1959)
- Prélude No. 1 (Paris: Ricordi, 1959)
- Œuvres complètes pour deux guitares guitares (Sérénade – Valse de l’an nouveau – Chanson et Jeux – Étude n. 1 – Dance gitane – Berceuse à ma Mère – Danse d’ Avila – Étude n. 2 – Prélude – Tarentelle – La hongroise – Bagatelle – Étude fantasque – Espagne) – Édition  intégrale révisée par Olivier Chassain – Présentation de Frédéric Zigante. Collection Ida Presti – Alexandre Lagoya – Bèrben  E. 5800 B.

## Transcriptions
- The Presti-Lagoya collection - Berben
  - Georg Friederich Handel: Ciaccona, Fugue et Allegro , for 2 guitars (Berben Edizioni, Collection Presti/Lagoya, vol. 1)
  - Johann Sebastian Bach: Preludi e fughe dal Clavicembalo ben temperato (Berben Edizioni, Collection Presti/Lagoya vol. 2)
  - Johann Sebastian Bach: Suites Inglesi e Francesi (Berben Edizioni, Collection Presti/Lagoya, vol. 3)
  - Domenico Scarlatti: Six Sonatas (Berben Edizioni, Collection Presti/Lagoya, vol. 4)
  - AA.VV.: 12 Baroque Masterpieces (Berben Edizioni, Collection Presti/Lagoya, vol. 5)
  - Niccolò Paganini: Sonata Concertante (Berben Edizioni, Collection Presti/Lagoya, vol. 7)
  - Franz Schubert: Sonata Arpeggione (Berben Edizioni, Collection Presti/Lagoya, vol. 8)
  - Ludwig van Beethoven: Andante con varaizioni - Adagio - Sonatina (Berben Edizioni, Collection Presti/Lagoya, vol. 9)

## Enregistrements

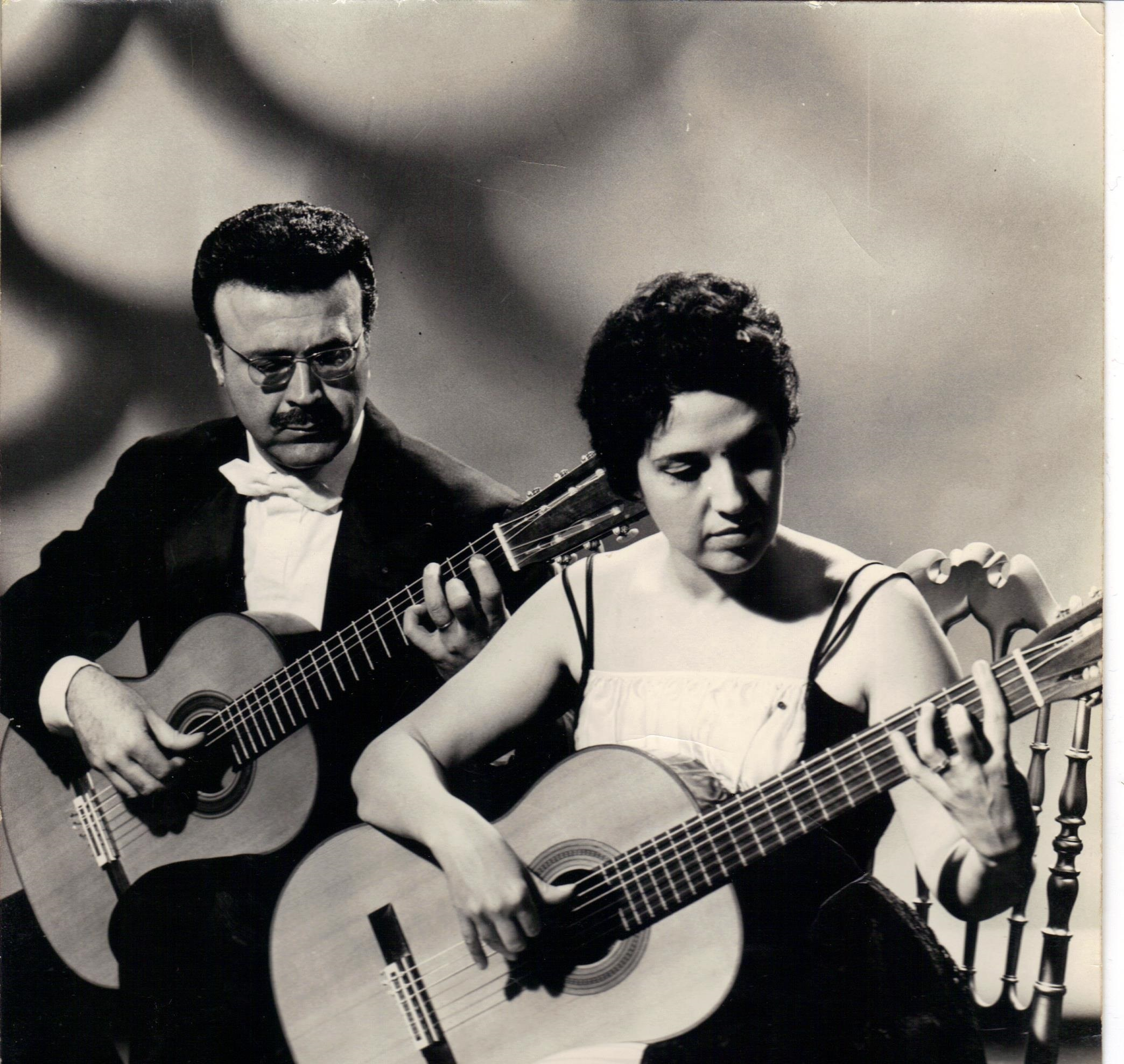
Ida Presti et Alexandre Lagoya.

- Récital d'Ida Presti et Alexandre Lagoya donné au Festival d'Aix en Provence, le 2 août 1956.
- Ida Presti et Alexandre Lagoya (œuvres de J.S. Bach, Haendel, Carulli, M. De Falla, E. Pujol, Albeniz). (RCA 130 033)
- Sérénade pour deux guitares de André Jolivet (1957)[2]